# Маргарита Бжегская
Маргарита Бжегская (пол. Małgorzata z Brzegu, нем. Margarete von Brieg; 1342 — 1386, Гаага) — дочь Людвика I Бжегского, первая супруга Альбрехта I, герцога Баварии.

## Биография
Старшая из шестерых детей Людвика I Бжегского и Агнессы Жаганьской, дочери Генриха IV Верного. Её братом был Генрих VII Бжегский, а сестра Ядвига вышла замуж за Яна II Освенцимского.
19 июля 1353 года в Пассау Маргарита вышла замуж за Альбрехта I, герцога Баварии. У Альберта были любовницы, а одна из них, Алейд ван Пулгейст, приобрела такое политическое влияние, что вызвала разногласия между партиями. Через несколько лет после смерти Маргариты Алеид была убита в Гааге.
У супругов было семеро детей:
- Катерина[англ.] (ок. 1361 — 1400), вышла замуж за герцога Вильгельма Гелдернского
- Иоганна (ок. 1362 — 1386), вышла замуж за германского короля Венцеля
- Маргарита (1363 — 23 января 1423), вышла замуж за бургундского герцога Иоанна Бесстрашного
- Вильгельм (1365—1417)
- Альбрехт (1369 — 21 января 1397)
- Иоганна София (ок. 1373 — 15 ноября 1410), вышла замуж за герцога Альбрехта Австрийского
- Иоганн (1374/76 — 1425)

Маргарита умерла в 1386 году в возрасте около 44 лет. Альбрехт женился во второй раз на ещё одной Маргарите, дочери клевского графа Адольфа III. Единственные законные дети Альбрехта родились в браке с Маргаритой, детей от Маргариты Клевской у него не было.
Маргарита Бжегская была похоронена в часовне Бинненхофа в Гааге.